# Niels Krog Bredal

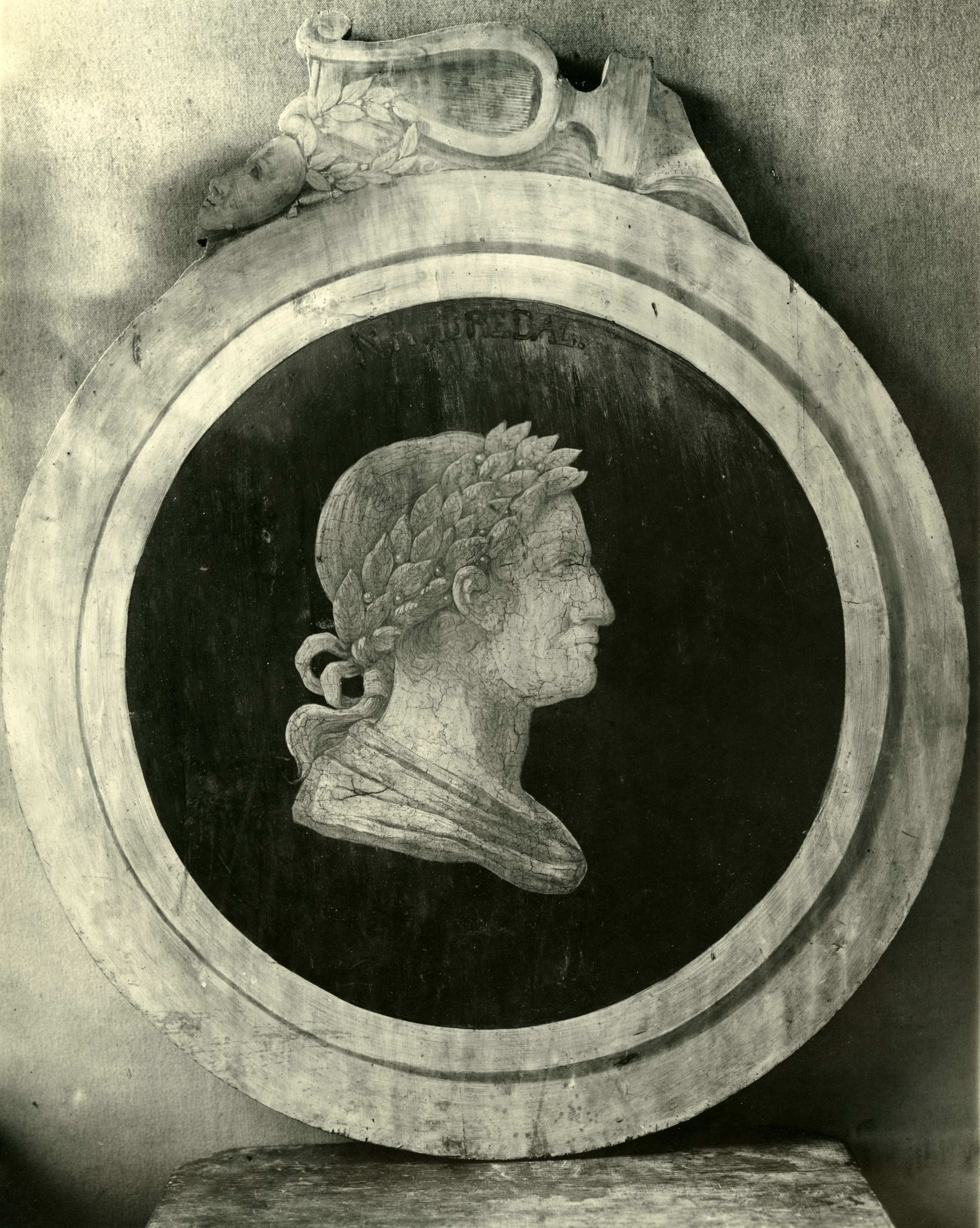
Niels Krog Bredal.

Niels Krog Bredal, född 12 september 1733 och död 26 januari 1778, var en norsk-dansk dramatiker, tonsättare och operabefrämjare.
Bredal var en tid borgmästare i Trondheim, från 1770 direktör för den danska scenen. Bredal översatte 1752 Ovidius Metamorfoser. Hans nationella sångstycke Gram og Signe, med musik av Giuseppe Sarti, är det tidigaste verket i sitt slag i Danmark. Hans pjäs Tronfølgen i Sidon föranledde en ryktbar polemik och stora skandaluppträden på teatern. Bredal komponerade även kantater, och deltog livligt i det musikaliska klubblivet i Köpenhamn. Han var även instiftare av Dansk elskende musikalisk Selskab.